# 유성중학교
유성중학교(儒城中學校)는 대한민국 대전광역시 유성구 상대동에 있는 공립 중학교이다.

## 학교 연혁
- 1946년 9월 1일 : 대덕 공립 초급 중학교(농과) 설립인가
- 1946년 11월 1일 : 개교(남 2학급)
- 1951년 9월 1일 : 유성중학교로 교명 변경
- 1955년 4월 21일 : 유성농업고등학교 인가, 3학급 편성
- 1962년 12월 11일 : 유성 농업 고등학교와 분리
- 1975년 3월 5일 : 여학생 5학급 감축(유성여자중학교 신설)
- 1975년 3월 10일 : 유성고등학교 병설 개교(2학급)
- 1977년 9월 1일 : 유성고등학교와 분리
- 1979년 2월 23일 : 유성 구암동 신축 교사로 이전
- 2011년 2월 14일 : 유성 도안지구 신축교사로 이전
- 2024년 1월 5일 : 제74회 졸업식(329명) 총 22,381명 졸업
- 2024년 3월 4일 : 제31대 김복자 교장 부임
- 2024년 3월 4일 : 2024학년도 입학식 (331명)

## 참고 자료
- 유성중학교 - 한국교육학술정보원 학교알리미